# San Severino Marche
San Severino Marche est une commune italienne d'environ 12 250 habitants, située dans la province de Macerata, dans la région Marches, en Italie centrale.

## Géographie
San Severino Marche est situé à 50 km à l’ouest de la mer Adriatique, à environ 50 km de la chaîne apennine ombro-marchesane et est traversé par la rivière Potenza et certains de ses affluents.

## Histoire
Les restes les plus anciens de présence humaine à San Severino remontent au paléolithique inférieur et proviennent du hameau de Stigliano ; d’autres pièces, trouvées dans diverses localités du territoire communal, documentent une continuité d’installation pour toute l’époque préhistorique. La première civilisation significative dont il reste des traces est celle des Picentins, concentrée dans les environs de Pitino, environ deux kilomètres au nord-est du centre urbain actuel : des campagnes successives de fouilles, de 1932 à aujourd’hui, ont mis au jour un quartier résidentiel, au sommet d’une colline, et trois nécropoles à proximité, le tout datant du VIIe au Ve siècle av. J.-C.
Après la conquête romaine du Picentin, en 268 av. J.-C., dans le fond de la vallée se dresse le village de Septempeda (du latin septem peda, peut-être en référence aux sept collines sous lesquelles il se trouve, ou peut-être en référence à la longueur des murs qui protégeaient la ville), qui deviendra municipalité au Ier siècle av. J.-C. De la ville romaine ont été trouvés dans des temps successifs des restes de murs avec un complexe thermal, un carrefour, des traces de domus privées, un four et un sépulcre. On sait d’après certaines inscriptions qu’il devait exister un temple dédié à la déesse Feronia, divinité d’origine sabine à laquelle se consacraient les affranchis.
La municipio romain fut en ruine à l’époque du Haut-Moyen Âge, et un nouveau centre urbain fut construit dans une position plus protégée sur la colline appelée Monte Nero, qui domine la ville d’aujourd’hui; la ville reconstruite fut baptisée du nom de Severino, un saint local dont on a peu d’informations certaines, évêque de Septempeda au milieu du VIe siècle. 
Les témoignages historiques attestent que la ville antique a survécu tout au long du Moyen Âge, démentant la légende selon laquelle elle aurait été détruite par Totila en 545 apr. J.-C., pendant la guerre gréco-gothique.
Quant au nouveau centre, le premier document crédible de son existence est celui de 944, année probable de fondation de l’ancienne cathédrale. Libre commune autour de 1170, il soutient constamment les gibelins ; au cours du XIIIe siècle, il s’agrandit jusqu’à l’extension actuelle, en partie par voie militaire et en partie en achetant les châteaux environnants aux anciens propriétaires.
Le XIVe siècle est caractérisé par la seigneurie des Smeducci, famille locale de capitaines d’entreprise, qui maintiennent avec une certaine continuité l’hégémonie sur la ville, jusqu’à ce qu’en 1426 le Pape les exile définitivement. La plupart du temps, les Guelfes, souvent opportunistes, se sont montrés peu recommandables à la population, qui s’est rebellée contre leur domination en plusieurs circonstances, mais ils ont su jouer aussi un rôle de mécènes au cours de la plus grande période d'épanouissement artistique de San Severino.
Après le bref gouvernement de Francesco Sforza (1433-1445), la commune passe sous le contrôle direct des états pontificaux ; les siècles suivants enregistrent un déclin économique et culturel substantiel. En 1586, San Severino obtient le titre de ville et celui de diocèse, conservé pendant exactement quatre cents ans. Entre-temps, les exigences de défense ayant cessé, le centre habité s’est déplacé presque entièrement de la colline à fond de vallée, autour de la vieille place du marché; entre la moitié du XVIIIe  et le début du XIXe siècle, les symboles du pouvoir civil et religieux (Palazzo comunale, Duomo, vescovato) quittent ce qui est maintenant un quartier isolé.
Bien qu’elle n’en ait pas été l’épicentre, San Severino a reçu plusieurs dommages en raison des secousses des 26 octobre (magnitude 5.6 et 5.9) et 30 octobre (magnitude 6.5) 2016 lors du Tremblement de terre du Centre Italie de 2016 et 2017. De nombreuses maisons ont été condamnées et des effondrements ont également eu lieu.

## Monuments et lieux d'intérêts
Le patrimoine artistique de San Severino Marche est considérable et fortement lié à la période d’autonomie maximale de la commune et aux premières décennies du gouvernement ecclésiastique : à cette époque remontent les nombreuses églises gothiques visibles dans la ville et dans le territoire, soit les œuvres laissées par l’école picturale locale qui eut ses plus grands représentants dans les frères Salimbeni et dans Lorenzo d’Alessandro, respectivement au début et à la fin du XVe siècle.

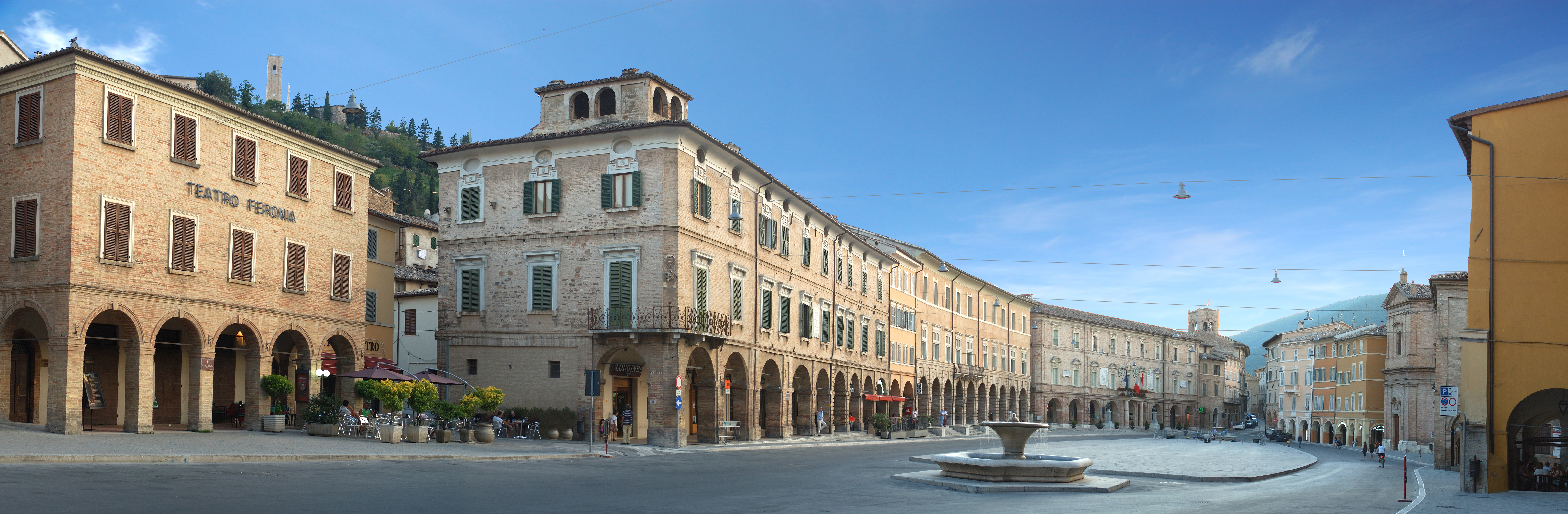
Piazza del Popolo de San Severino Marche.

### Architecture civile
Piazza del Popolo
La place de San Severino Marche est l’un des monuments les plus visités : 
Grande place couverte d’arcades de forme inhabituelle, 224 mètres de long et 55 de large. À l’origine Platea Mercati, aujourd’hui Piazza del Popolo, a été créé au XIIIe siècle en agrandissant à des fins commerciales une artère routière qui, à cet endroit, bordait le village médiéval. Au fil des siècles, elle est devenue le « bon salon » de la noblesse, et encore les palais de gentilesse qui l’entourent expriment le meilleur de l’architecture locale du XVIe au XXe siècle.

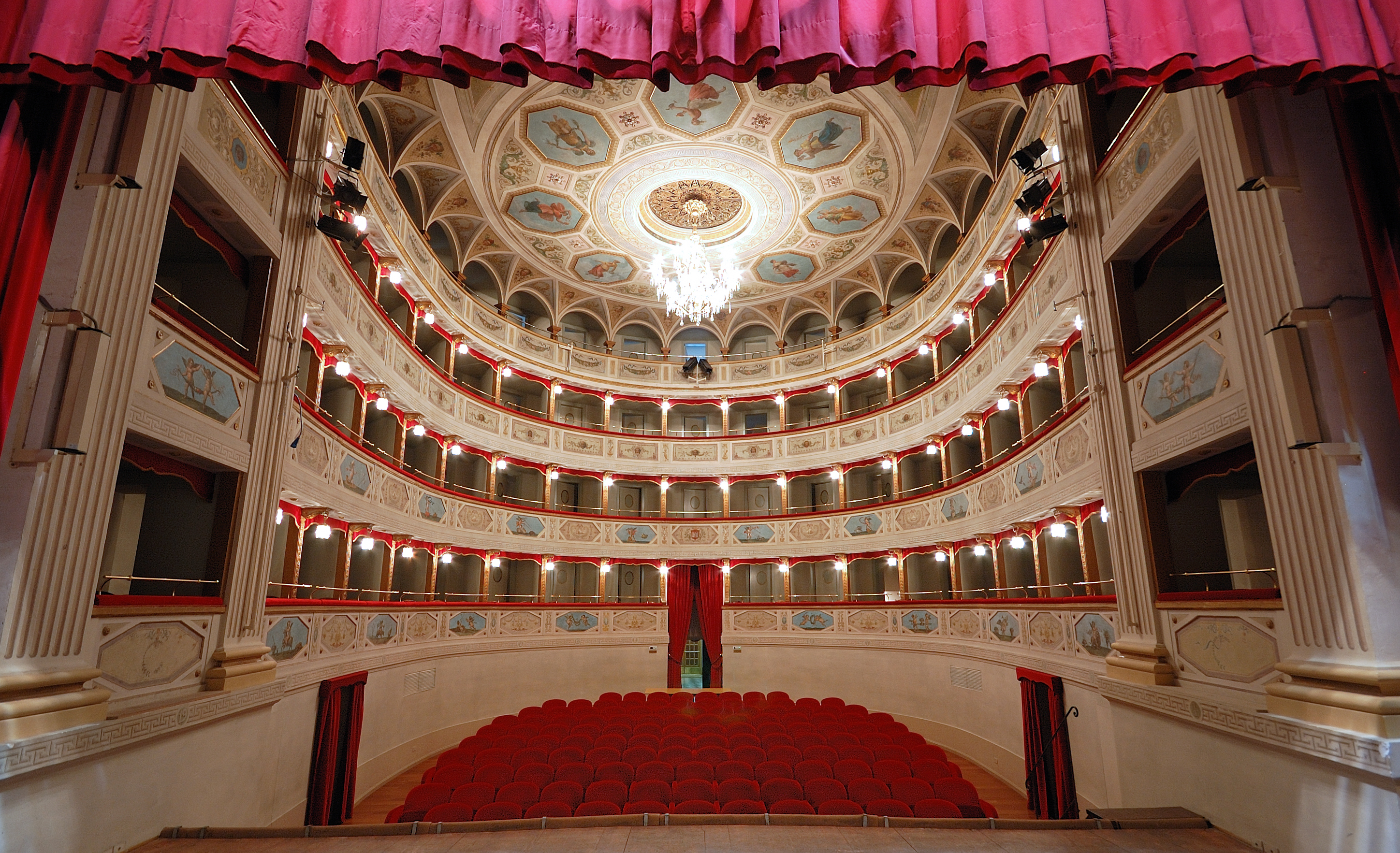
Théâtre Feronia
Le Théâtre Feronia est l’œuvre de l’architecte Ireneo Aleandri qui l’a construit en 1827 sur les ruines d’un théâtre en bois du XVIIIIe siècle. Si la façade est modeste et que les dimensions réduites correspondent à celles du bâtiment existant, la structure néoclassique de l’intérieur est de grande qualité. Le rideau représente le rite de la libération des esclaves devant le temple de la déesse Feronia. 
Castello al Monte
Château, au sommet du Mont Noir, est le siège de la ville médiévale. Des constructions antiques restent de larges parties de murs, deux portes, Porte des Sept Cannelles et Porte de San Francesco, et, sur le sommet, les deux tours symbole de la ville : celle de la commune, ou des Smeducci, (qui présente encore un blason avec le lion passant gibelin) et, en face, le clocher du Vieux Dôme.
zone archéologique
La zone archéologique se trouve le long de la route provinciale 361, à environ un kilomètre à l’est de la ville. De la Septempeda romaine sont visitables les thermes, un tronçon de murs et les restes de deux portes.

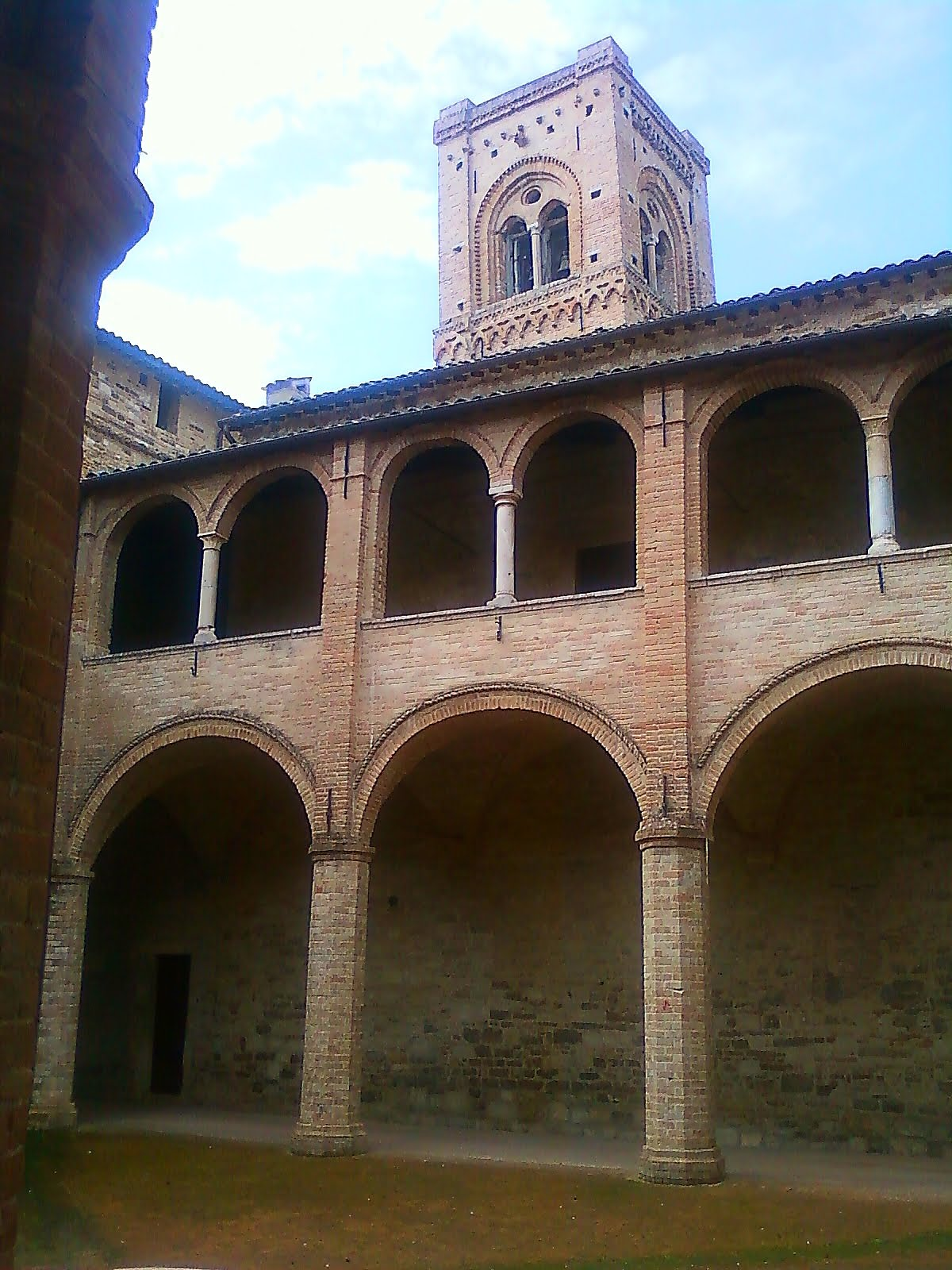
Cloître du Duomo Vecchio.

### Architecture religieuse
Duomo vecchio
Cette vieille cathédrale se dresse au sommet dudit Mont Noir. Fondé en 944, le Duomo fut refait au XIIIe siècle et remanié plusieurs fois, il conserve à l’intérieur les restes du saint patron Severino, (né vers l’an 470 en Septempeda, mort entouré par le peuple et le clergé le 8 janvier 545), et un précieux chœur en bois de la Renaissance, commencé par le sculpteur local Domenico Indivini et complété par les frères Acciaccaferri au début du XVIe siècle. À la même époque remonte le cloître carré, un péristyle à deux ordres d’arcs qui unit l’église à l’ex-Palazzo épiscopal. L’intérieur a été refait en 1741.
Duomo nuovo
Il se trouve dans le Borgo, près de Piazza del Popolo. Érigée en 1250 sur le site d’une ancienne petite église dédiée à la Madeleine, il a été plusieurs fois remaniée et agrandie. L’intérieur a été entièrement refait en 1776 dans les formes de la fin baroque des Marches, et en 1827 l’église a été convertie en cathédrale à la place de la Vieille Cathédrale. Aujourd’hui il est concattedrale de l’archidiocèse de Camerino-San Severino et conserve de la construction du quinzième siècle la façade avec portail orné de terres cuites et restes de fresques attribuées à Lorenzo d’Alessandro et le campanile, de formes analogues à ceux du Duomo vecchio, San Domenico et San Lorenzo in Doliolo. À l’intérieur il conserve parmi d’autres œuvres un Crucifix en bois de l’Acciaccaferri, une table des frères Antonio et Giovanni Gentili, fils de Lorenzo.
Sainte Marie du Glorieux
Sur la route de Cingoli-Apiro, richement peinte, une statue en bois représentant la Vierge des Douleurs versa miraculeusement des larmes le 22 avril 1519. Officiée par les prêtres diocésains; le dimanche d’avril le plus proche de la date de la larme, avec le concours du peuple, du clergé et des confréries, se déroule une célébration en souvenir de l’événement.

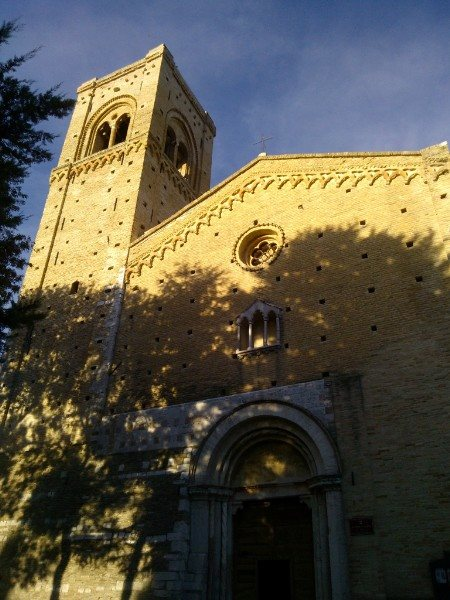
Le Duomo Vecchio.
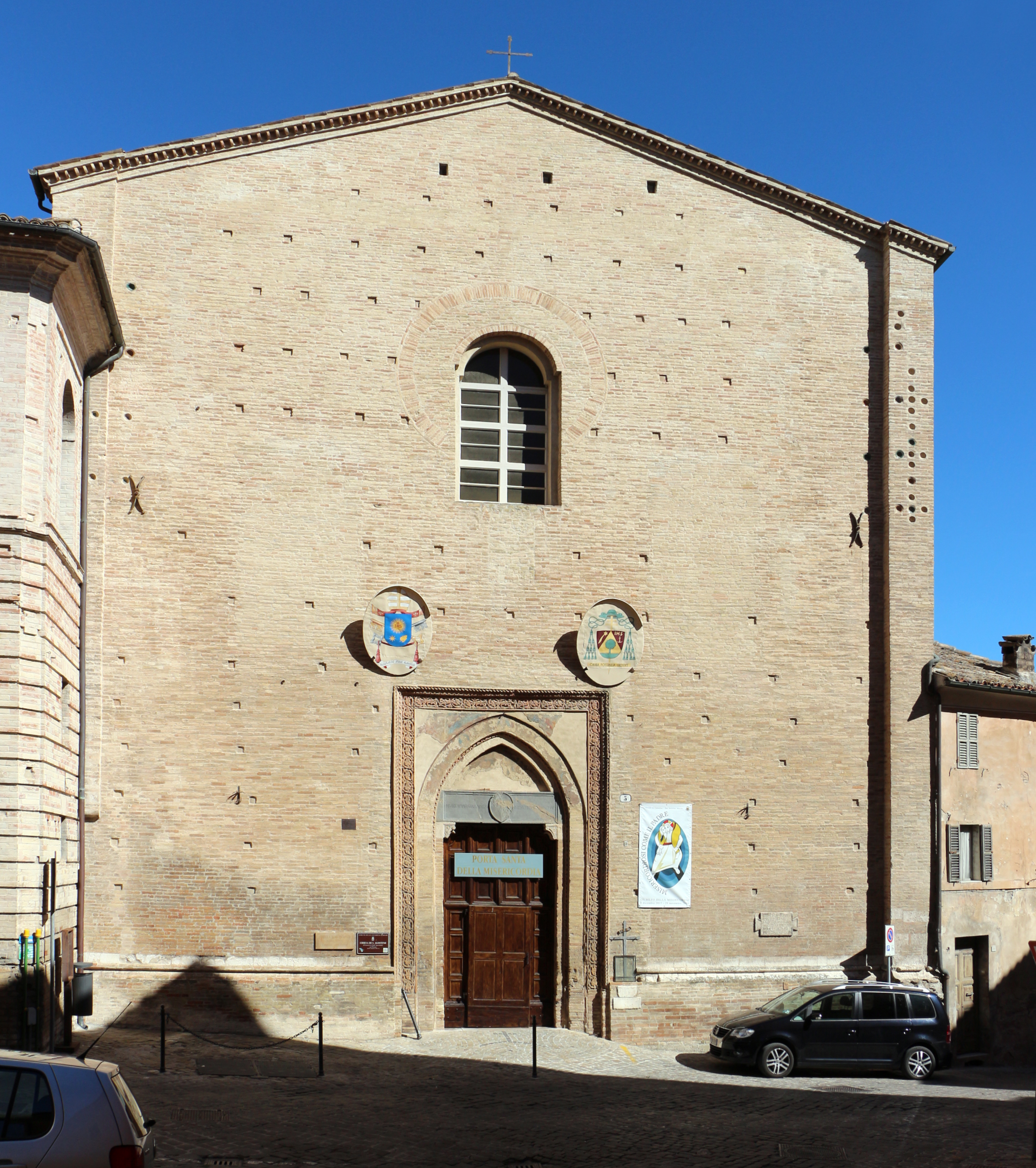
Le Duomo Nuovo.
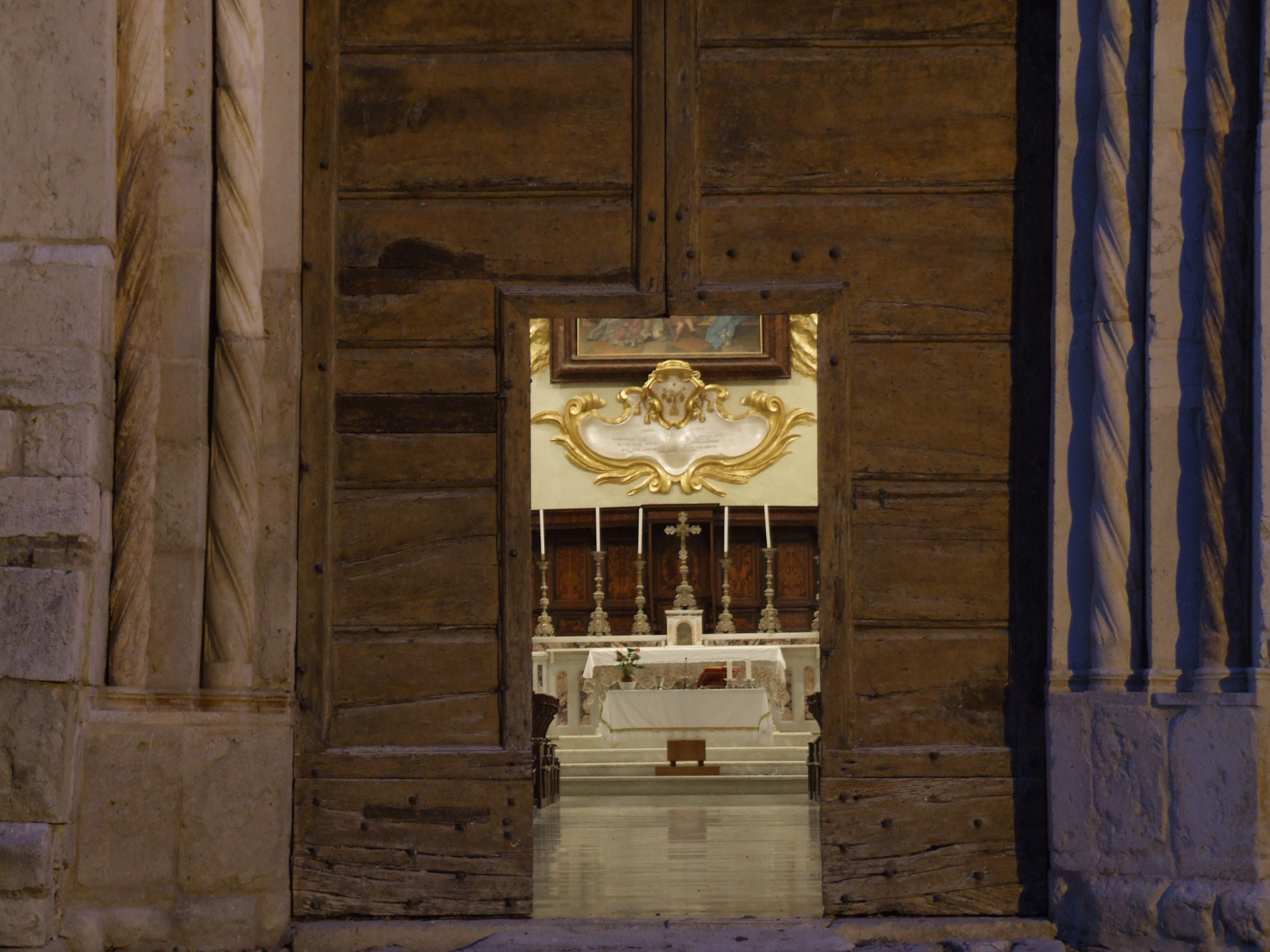
Intérieur du Duomo Vecchio.
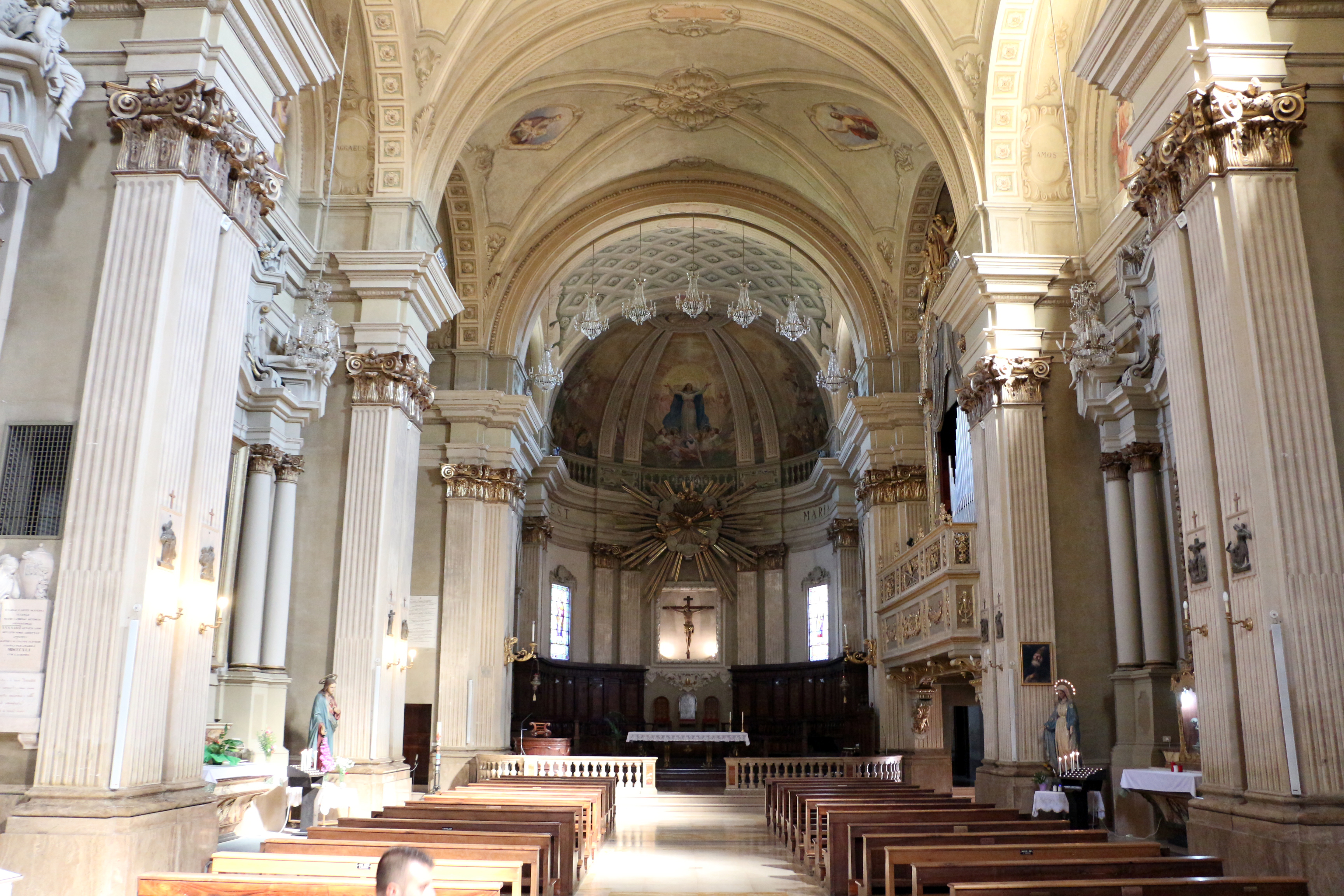
Intérieur du Duomo Nuovo.

Basilique de San Lorenzo in Doliolo

C'est le plus ancien lieu de culte de San Severino Marche. Y sont conservées les dépouilles de Sainte Philomène, Saint Hippolyte et Saint Justin.

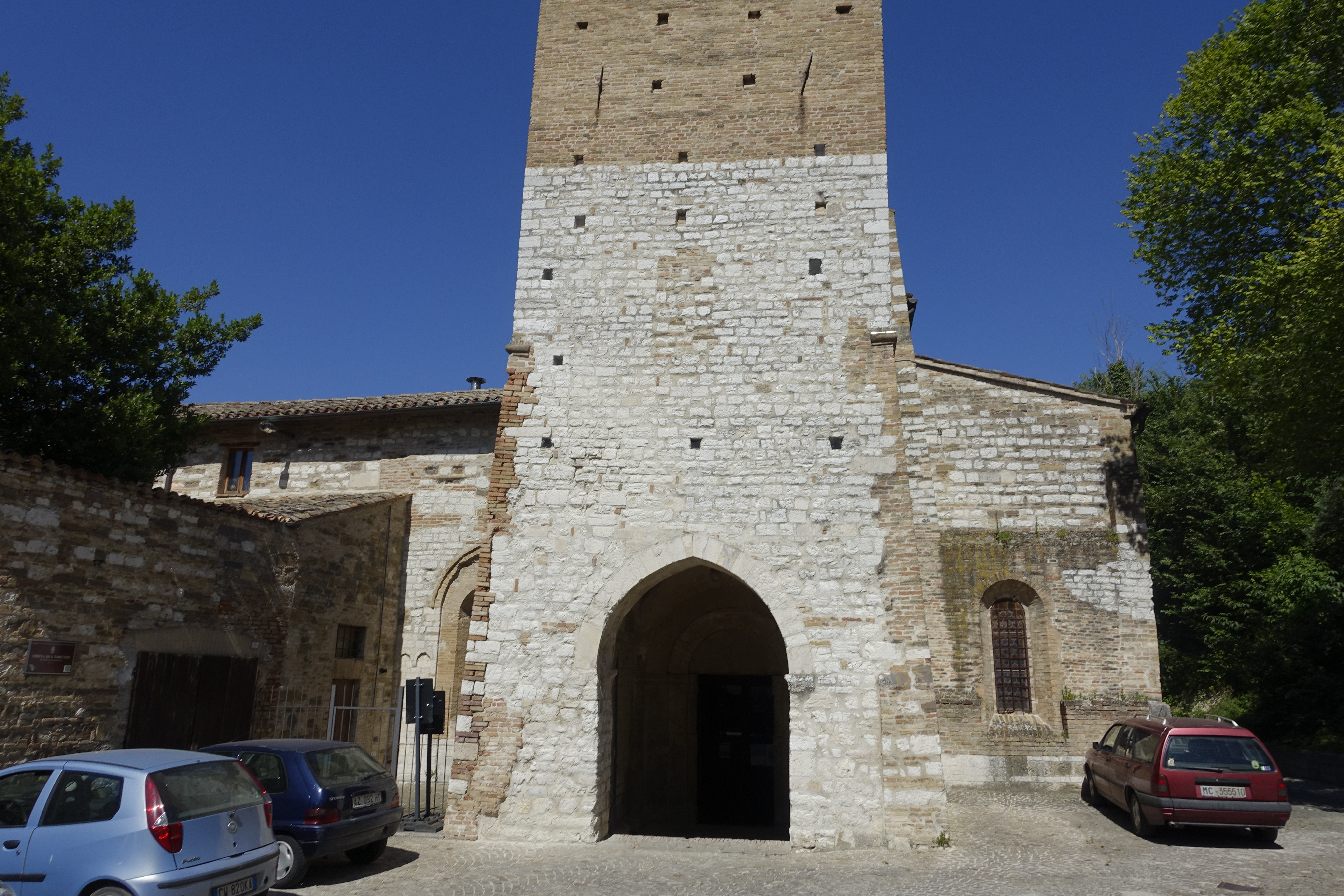
Extérieur de l’église San Lorenzo in Doliolo.
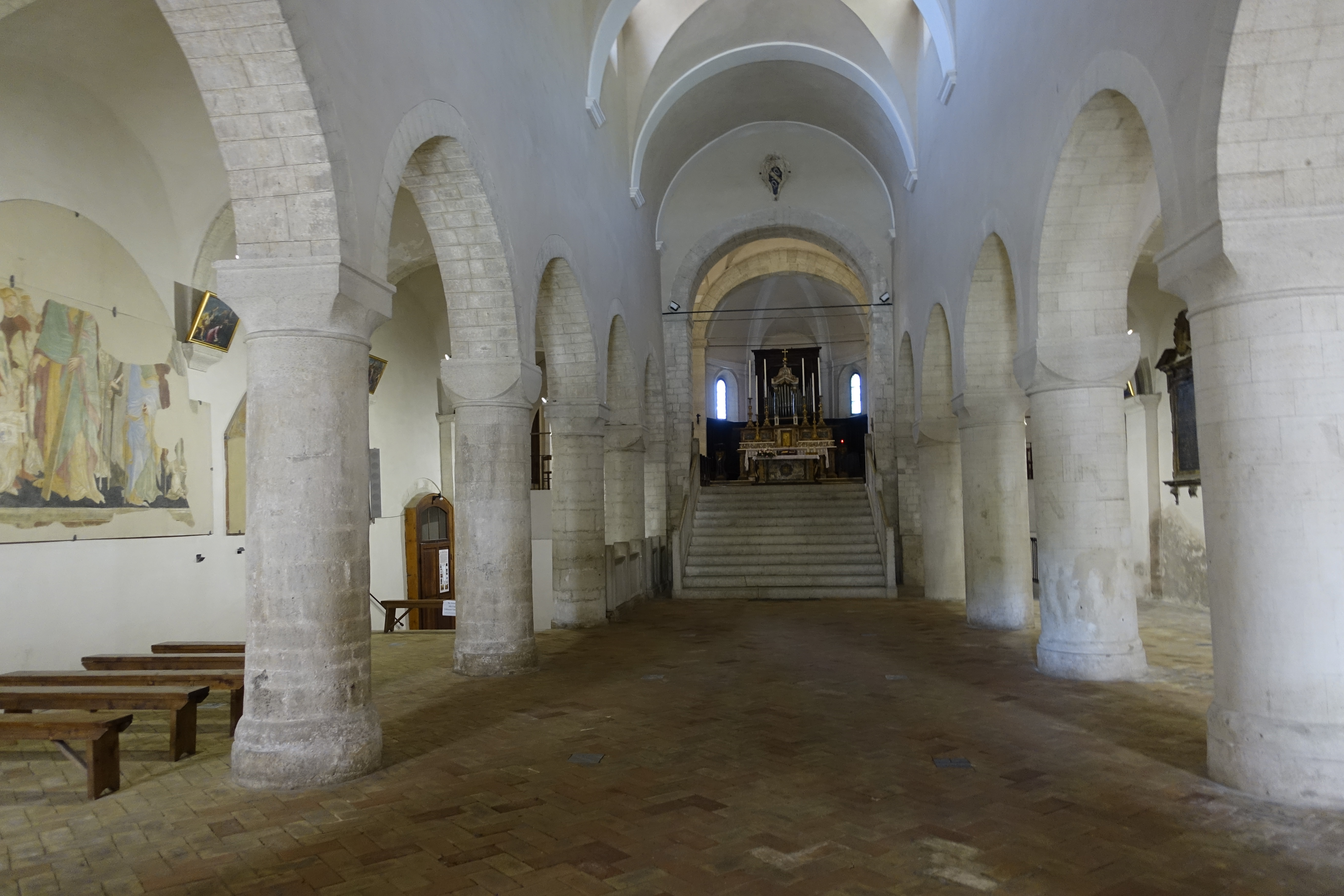
Intérieur de l’église San Lorenzo in Doliolo.

Église de San Rocco
Église avec peintures, statues, siège de la confrérie de San Rocco.
Église de San Giuseppe
Sur la place centrale de la ville, (actuellement condamné en raison d’un grand incendie qui s’y est déroulé dans la nuit du 31/12/2009). Église entièrement et superbement peinte. Elle abrite de précieuses tapisseries, tableaux, peintures et statues de grande valeur, parmi lesquels trois statues en bois, grandeur nature, représentant saint Joseph avec l’Enfant, le Christ mort et le Christ ressuscité, réalisées par Venanzio Bigioli (1771-1854). Chaque année, a lieu une procession solennelle dans les rues de la ville le vendredi saint et le dimanche de Pâques, de la Confrérie du Corpus Domini.
Église de San Filippo
Avec peintures, fresques, bas-reliefs, statues.
Église de San Domenico
Elle remonte au XIIIe siècle et a été refaite à plusieurs reprises ; l’intérieur est du XVIIe siècle. La tour du clocher, située à droite du presbytère, abrite un cycle de fresques avec les Histoires de Sainte Catherine, œuvre d’un maître du XIVe siècle inconnu, identifié par certains avec Diotallevi d’Angeluccio da Esanatoglia. En 2005, après une restauration intégrale, le cloître monumental, de propriété publique depuis 1860, année de la confiscation des biens ecclésiastiques, a été rouvert au public.
Église de San Paolo
Œuvre d’Ireneo Aleandri(1830), elle a un curieux intérieur à l’hémicycle avec des colonnes doriques et demi-coupole à caissons à peine mentionnés avec presbytère rectangulaire, et présente sur le portail un bas-relief représentant la Vierge et provenant de la plus ancienne église appartenant à l’Ordre des Crociferi. La statue du Saint sur le faîte du toit en pavillon, (presque entièrement érodée par les intempéries), est attribuée au burin d’Antonio Rosa, père du sculpteur Ercole Rosa.
Sanctuaire de la Madonna dei lumi
Sa construction a commencé le 1er juin 1586, avec église abbatiale, richement peinte, avec de précieuses peintures, de nombreuses fresques et peintures d’inconnus et de Giuseppe Mattei, Andrea Sacchi (1599-1661), Giulio Lazzarelli (1606-1667), Giuseppe Aloe, Felice Torelli (1667-1748), Gianandrea Urbani (1599-1632) et du portraitiste de classe Felice Damiani (1594), avec son cycle pictural concernant la Madone en visite à sa cousine Elisabeth, le rêve de saint Joseph et des scènes de l’enfance de Jésus. Il y a aussi : un chœur en bois, un ciborium du même matériau et plusieurs statues en bois de relief (anges du Bigioli, fugués cependant nocturnement d’inconnus vers la fin du XXe siècle, non encore retrouvés). Complexe monumental dirigé par les moines cisterciens, siège résidentiel actuel de l’abbé président de la Congrégation de San Bernardo d’Italia.
Église de la Majesté
Cette petite église du XVe siècle, à deux kilomètres du centre habité, sur la route de Tolentino, aurait été construite à la suite d’un miracle : selon une chronique manuscrite de l’époque, un paysan en train de labourer le champ aurait vu bouger une image peinte de la Vierge, et une voix lui aurait ordonné de construire une église à cet endroit. À l’intérieur se trouve une série de cinq fresques du peintre local Lorenzo d’Alessandro, de clair caractère votif (certains sujets se répètent), peintes dans la neuvième décennie du XVe siècle. Les figures, pas tout à fait homogènes stylistiquement, présentent dans l’ensemble une ligne fluide et une attitude sereine et composée qui renvoie à la Renaissance ombrienne et florentine.
Église de Santa Maria del Cesello
En localité d'Ugliano, cette église est un environnement rectangulaire avec un long et insolite toit en pente qui abrite un tympan avec fresque du XVIIe siècle peint sur les murs extérieurs de l’édifice (exemple artistique très rare, un des rares de l’Italie centrale). L’intérieur est tapissé d’images votives peintes du XVe au XVIIe siècle, artistiques brutes mais intéressantes comme témoignage de la dévotion populaire.
Église de Sant’Eustachio
Cette église se dresse dans la zone des grottes de Sant’Eustachio, sur la route de Castelraimondo, à l’origine elle faisait partie d’un complexe monastique dont il ne reste que quelques ruines, en antique époque dédiée à San Michele. Dans les environs il y a plusieurs cavités, certaines d’origine naturelle et d’autres d’origine artificielle. La vallée dans laquelle se trouve l’église est classée comme zone protégée par la Région des Marches.
Église de Santa Maria delle Pantanelle
Église, dans la localité de Cagnore, avec fresque attribuée à Cristoforo di Giovanni de San Severino Marche, seconde moitié du XVe siècle, représentant la Vierge de la miséricorde. Fête le 15 août de chaque année, avec des compétitions de pétanques en champ libre.

### Musées
Pinacothèque civique Tacchi-Venturi
Créée en 1974, elle recueille principalement des tableaux d’école locale provenant de la confiscation des biens ecclésiastiques dans les années qui ont suivi l’Unité d’Italie, et en partie des œuvres prêtées par le diocèse et des fresques détachées pour des raisons de conservation. Dans une salle a été reconstruite une petite chapelle entière avec les Histoires de saint Jean l’Évangéliste peintes par les Salimbeni, arrachées de l’église de San Severino al Monte; parmi les autres œuvres il faut rappeler le Mariage mystique de Santa Caterina de Lorenzo Salimbeni, la Madonna della Pace del Pinturicchio, deux polyptyques du XVe siècle de Niccolò Alunno et Vittore Crivelli et un du XIVe siècle de Paolo Veneziano, tableaux du peintre du XVIIIe siècle Lorenzo d’Alessandro et de l’Umbrien Bernardino di Mariotto.
Musée archéologique Giuseppe Moretti
Récemment déplacé dans un nouveau siège, ce musée recueille des témoignages archéologiques du territoire de Septempeda, (devenu plus tard San Severino Marche) qui vont du Paléolithique au Haut Moyen Âge. La partie numériquement la plus importante de la collection est constituée par les pièces laissées au XIXe siècle par Domenico Pascucci, médecin conduit avec la passion de l’archéologie : malgré l’absence de nombreuses données scientifiques, les pièces représentent un témoignage précieux de l’établissement préhistorique dans la zone.
Musée du territoire de San Severino Marche
Il comprend une ferme, un jardin botanique et le musée véritable avec des objets, instruments et outils de la civilisation paysanne, artisanale et proto-industrielle, recueillis et conservés grâce à l’œuvre volontaire d’Oberdan Poleti, déjà employé de l’école secondaire voisine.

.

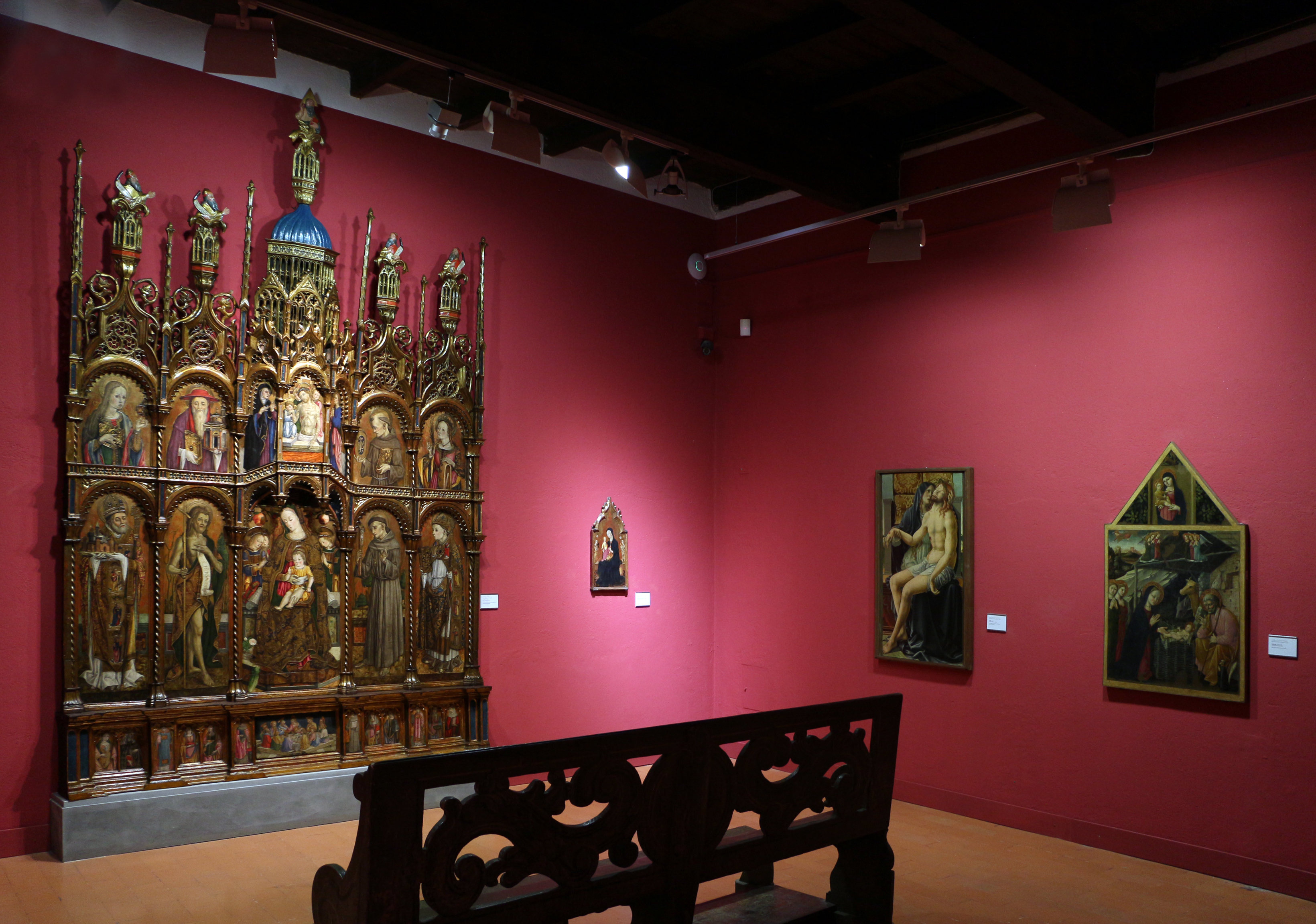
Intérieur de la Pinacothèque.
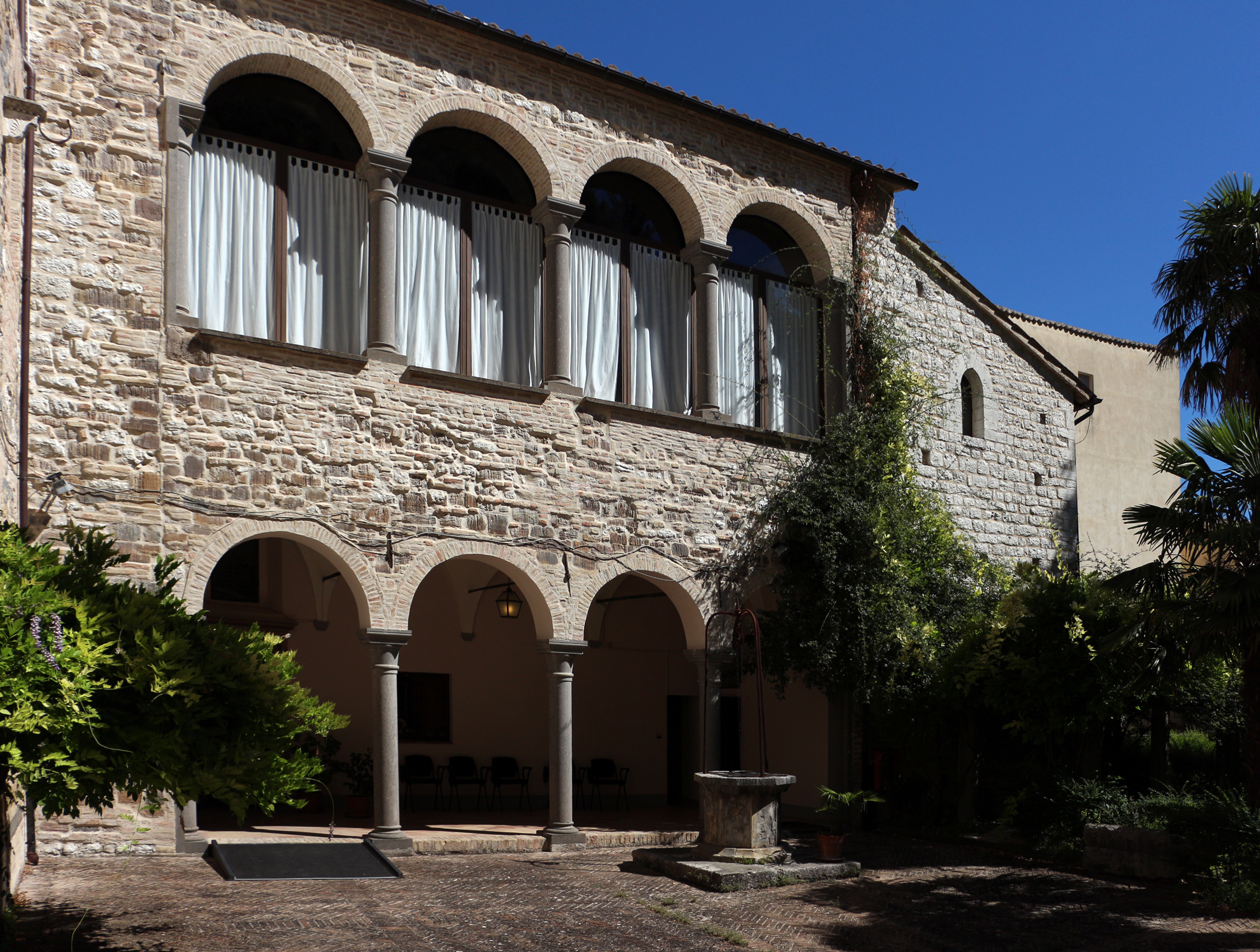
Pinacothèque Tacchi-Venturi.
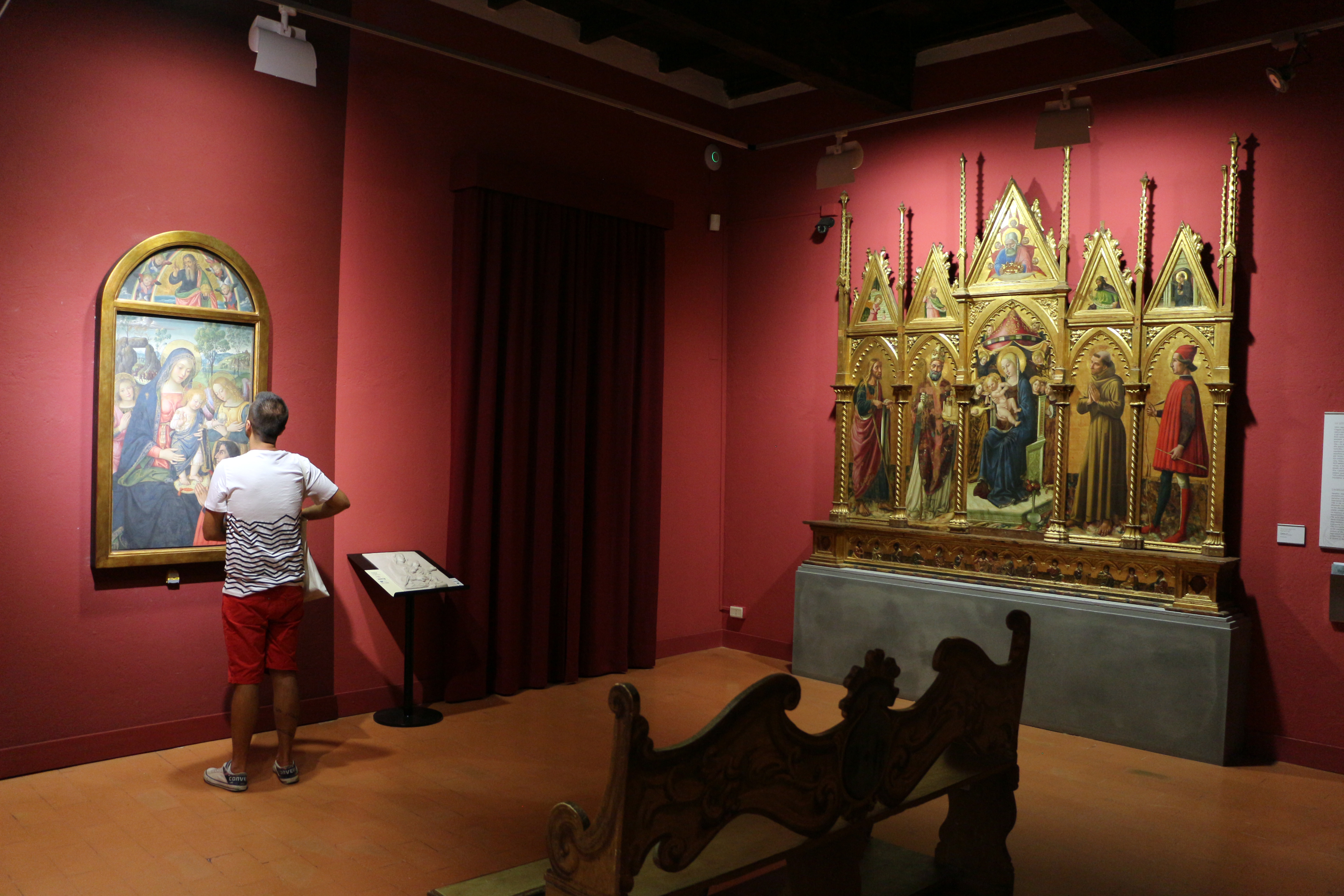
Intérieur de la Pinacothèque.

### Personnalités liées à la commune
- Bentivoglius de Bonis et frère Massée, tous deux originaire de San Severino Marche , compagnon de Saint François d’Assise cité au chapitre 42 des Fioretti de Saint François d'Assise.
- Ludovico Lazzarelli, philosophe et pote de la Renaissance, né et mort à San Severino Marche (1447-1500).
- Bernardino di Mariotto Dello Stagno, peintre de la Renaissance (1475-1566)
- Bartolomeo Eustachi (1500-1574), savant anatomiste et médecin
- Pietro Tacchi Venturi (1851-1956), jésuite italien, historien et diplomate du Saint-Siège.
- César Giris (1877-1941), peintre caricaturiste et sculpteur y est né.
- Ines Donati (1900-1924), militante fasciste, y est née.
- Fabio Strinati (1983-), poète et auteur d'aphorismes, y est né.

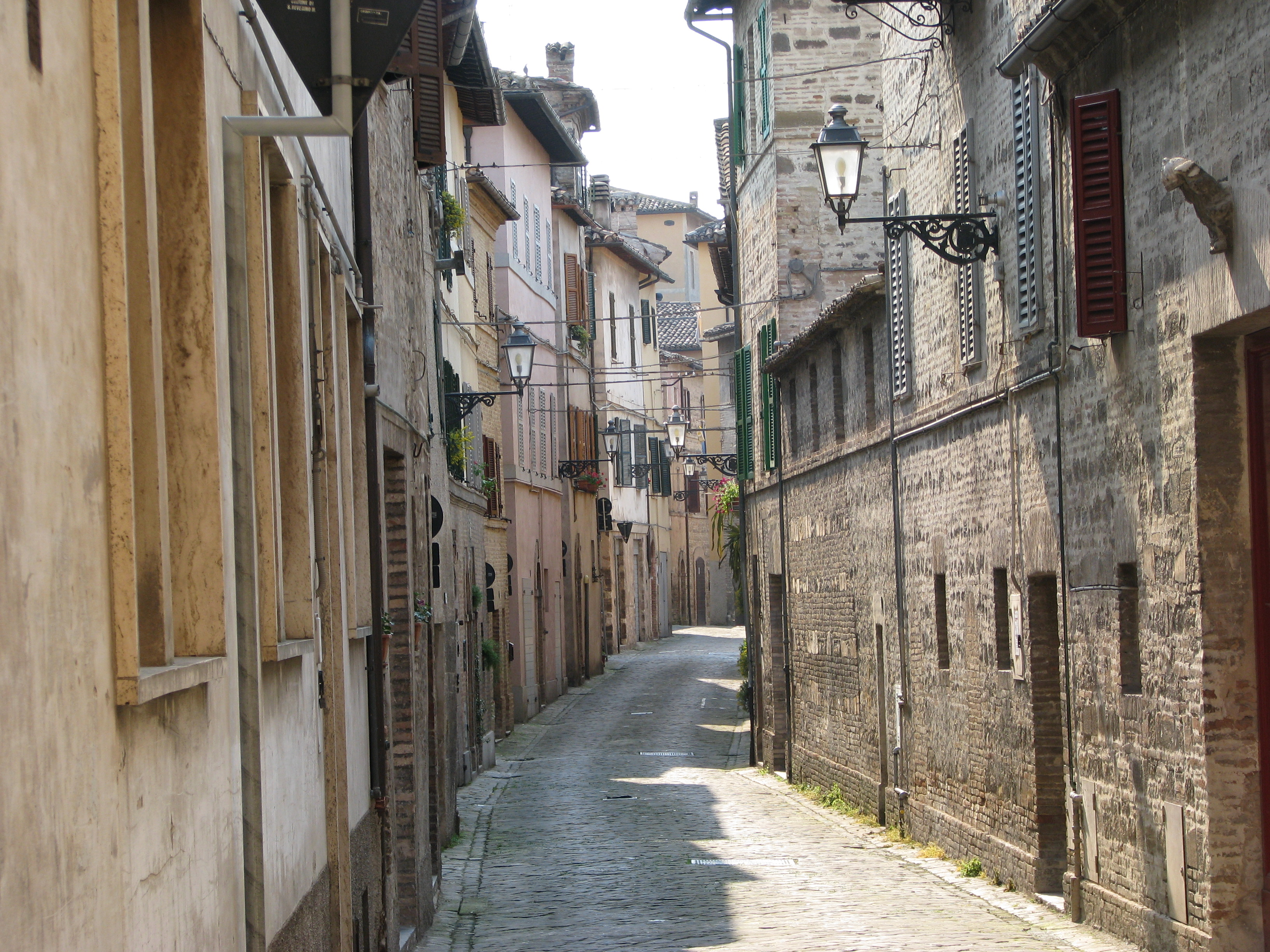
Une rue du Centre historique.
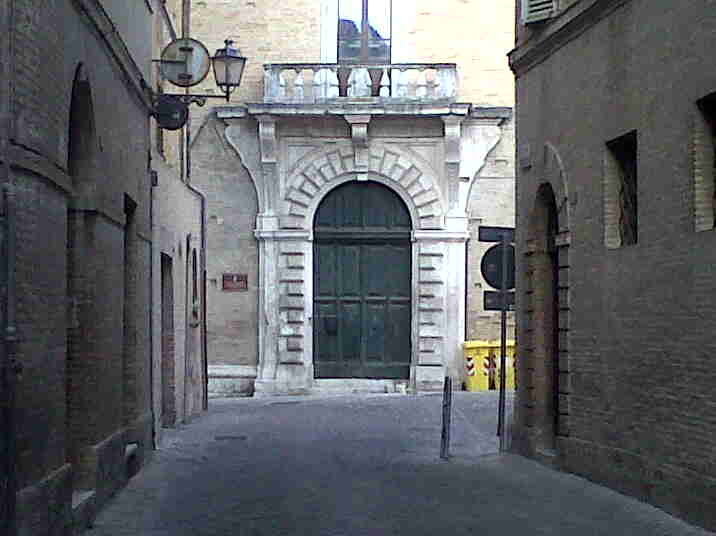
Palais épiscopal de San Severino Marche.
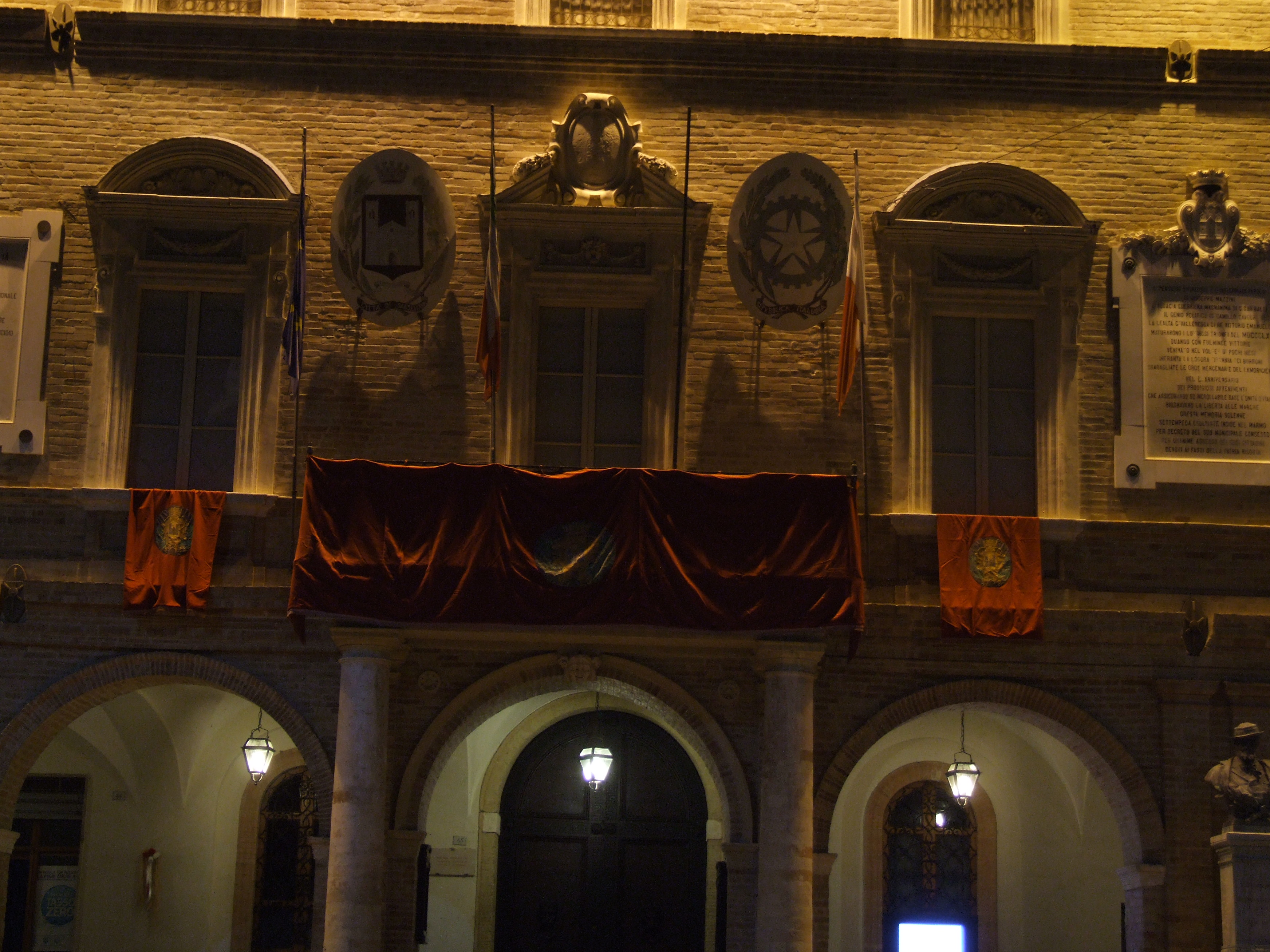
Palais Communal de San Severino Marche.
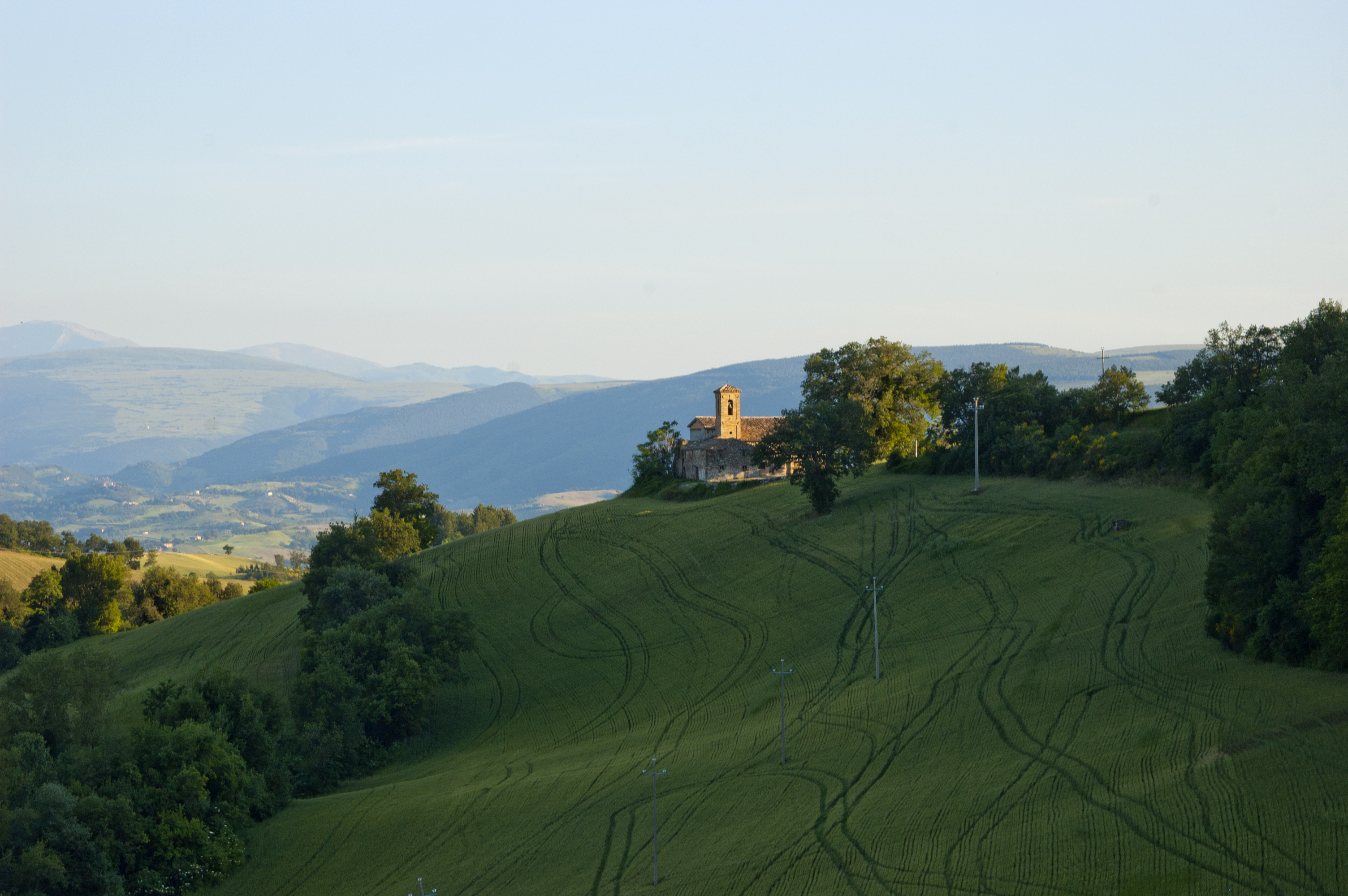
Gaglianvecchio.

## Administration
| Période                                  | Période | Identité        | Étiquette           | Qualité |
| ---------------------------------------- | ------- | --------------- | ------------------- | ------- |
| 6 juin 2016                              | -       | Rosa Piermattei | San Severino Cambia | Maire   |
| Les données manquantes sont à compléter. |         |                 |                     |         |

### Hameaux
Agello, Aliforni, Biagi, Cagnore, Carpignano, Case Bruciate, Le Casette, Castel San pietro, Cesolo, Chigiano, Colleluce, Collicelli, Colotto, Corsciano, Cusiano, Elcito, Gaglianvecchio, Granali, Isola, Marciano, Orpiano, Palazzata, Parolito, Portolo, Pitino, Rocchetta, San Mauro, Sant'Elena, Serralta, Serripola, Serrone, Stigliano, Taccoli, Ugliano, Villanova

### Communes limitrophes
Apiro, Castelraimondo, Cingoli, Gagliole, Matelica, Pollenza, Serrapetrona, Tolentino, Treia